# Ранго (комуна)
Ранго — одна з комун провінції Каянза, на півночі Бурунді. Центр — однойменне містечко Ранго.